# Sebastian Huther

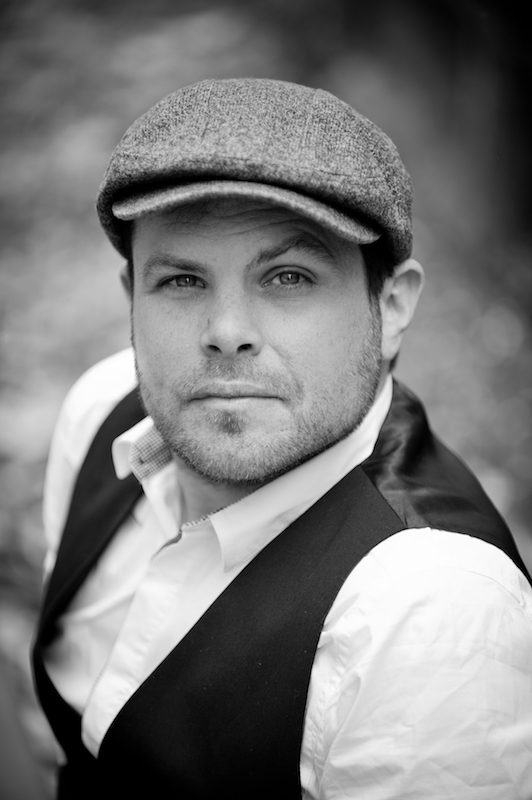
Sebastian Huther, 2016

Sebastian Huther (* 7. September 1978) ist ein deutscher Schauspieler aus Frankfurt am Main.

## Leben
Sebastian Huther studierte zunächst Archäologie, bevor er sich dem Theater zuwandte.
Seither spielte er in über 70 abendfüllenden Produktionen an verschiedenen Häusern. Seit 2005 ist er Ensemblemitglied der Dramatischen Bühne in Frankfurt und war zwölf Jahre lang Ensemblemitglied des Papageno Musiktheaters in Frankfurt. Außerdem spielte er an den Landungsbrücken Frankfurt, am Gallus Theater, im Kellertheater in der Katakombe und an den Mainzer Kammerspielen.
Von Zeit zu Zeit leiht er Videospielcharakteren seine Stimme. (u. a. Call of Duty, World of Warcraft, Final Fantasy).

## Theaterengagements (Auswahl)

### Die Dramatische Bühne
Quellen der Dramatischen Bühne:
- Ein Sommernachtstraum nach William Shakespeare (Puck) / Regie: Thorsten Morawietz
- Gefährliche Liebschaften nach Pierre Choderlos de Laclos (Le Blanc) / Regie: Thorsten Morawietz
- Die Leiden des jungen Werther nach Johann Wolfgang von Goethe (Albert, Faust, der Idiot) / Regie: Thorsten Morawietz
- Alice im Wunderland nach Lewis Caroll (Hutmacher, Grinsekatze) / Regie: Thorsten Morawietz
- Der Diener zweier Herren nach Carlo Goldoni  (Vega) / Regie: Thorsten Morawietz
- Don Juan (Tierporillo) / Regie: Thorsten Morawietz
- Mirandolina nach Carlo Goldoni (Frederico) / Regie: Thorsten Morawietz
- Das Parfum nach Patrick Süskind (Valnouille) / Regie: Thorsten Morawietz
- Maria Stuart nach Friedrich Schiller (Lord Salisbury) / Regie: Thorsten Morawietz
- König Lear nach William Shakespeare (Edgar) / Regie: Thorsten Morawietz
- Kafkas Prozess nach Franz Kafka (männliche Rollen) / Regie: Thorsten Morawietz
- Dantons Tod nach Georg Büchner  (Camille) / Regie: Thorsten Morawietz

### Landungsbrücken Frankfurt
Quellen der Landungsbrücken Frankfurt
- Fabian – Der Gang vor die Hunde nach Erich Kästner (Labude) / Regie: Linus König[8]
- Der Bandscheibenvorfall nach Ingrid Lausund (Kruse) / paradiesmedial / Regie: Stefanie Otten[9]
- Sobald fünf Jahre vergehen nach Federico García Lorca (der Freund) / Theater Umriss / Regie: Sebastian Bolitz
- Grill den Hunger – Die Müll-Trilogie 3 (Performer) / paradiesmedial / Regie: Christoph Maasch
- Cyborgs – Die Müll-Trilogie 2   (Performer) / paradiesmedial / Regie: Christoph Maasch
- 08-15-25 – Die Müll-Trilogie 1  (Performer) / paradiesmedial / Regie: Christoph Maasch
- Wer hat Angst vor Virginia Woolf? nach Edward Albee (Nick) / Regie: Linus König[10]
- Clockwork Orange nach Anthony Burgess (Alex) / Regie: Julian W. König

### Papageno Musiktheater
Quellen von Papageno Musiktheater
- Die kleine Zauberflöte nach Wolfgang Amadeus Mozart (Tamino) / Regie: Hans-Dieter Maienschein
- Die Bremer Stadtmusikanten nach den Brüdern Grimm (Hund) / Regie: Hans-Dieter Maienschein
- Urmel aus dem Eis nach Max Kruse (Wawa) / Regie: Hans-Dieter Maienschein
- Eine Weihnachtsgeschichte nach Charles Dickens (Bob Cratchit, Geist der Vergangenen Weihnacht) / Regie: Hans-Dieter Maienschein
- Der Sängerkrieg der Heidehasen nach James Krüss (Lodengrün, Männe, Otto Lampe) / Regie: Hans-Dieter Maienschein
- Peterchens Mondfahrt nach Gerdt von Bassewitz (Peterchen, Regenfritz) / Regie: Hans-Dieter Maienschein
- Die Schneekönigin nach Hans Christian Andersen (Krähe) / Regie: Hans-Dieter Maienschein
- Emil und die Detektive  nach Erich Kästner (Gustav mit der Hupe) / Regie: Hans-Dieter Maienschein
- Die Biene Maja nach Waldemar Bonsels (Kurt) / Regie: Hans-Dieter Maienschein